# Tachardiaephagus
Tachardiaephagus är ett släkte av steklar. Tachardiaephagus ingår i familjen sköldlussteklar.
Kladogram enligt Catalogue of Life:
| Tachardiaephagus | \| \| Tachardiaephagus absonus \| \| \| \| \| \| Tachardiaephagus communis \| \| \| \| \| \| Tachardiaephagus gracilis \| \| \| \| \| \| Tachardiaephagus similis \| \| \| \| \| \| Tachardiaephagus tachardiae \| \| \| \| |
|                  | \| \| Tachardiaephagus absonus \| \| \| \| \| \| Tachardiaephagus communis \| \| \| \| \| \| Tachardiaephagus gracilis \| \| \| \| \| \| Tachardiaephagus similis \| \| \| \| \| \| Tachardiaephagus tachardiae \| \| \| \| |
|                  | Tachardiaephagus absonus |
|                  | |
|                  | Tachardiaephagus communis |
|                  | |
|                  | Tachardiaephagus gracilis |
|                  | |
|                  | Tachardiaephagus similis |
|                  | |
|                  | Tachardiaephagus tachardiae |
|                  | |